# Мемогейт
Мемогейт — политический скандал, вызванный меморандумом пакистанского посла в США Хусейна Хаккани (адресованным адмиралу Майку Маллену) с просьбой об американской помощи после ликвидации Усамы бен Ладена, чтобы предотвратить военный захват власти в Пакистане.
Меморандум был доставлен в мае 2011 года. В октябре 2011 года пакистанско-американский бизнесмен Мансур Иджаз опубликовал статью в Financial Times, в которой привлёк внимание общественности к этому делу. Меморандум, в существовании которого вначале сомневались, был опубликован в ноябре, что привело к отставке посла Хаккани и продолжению расследования в Верховном суде Пакистана.
Центральные участники скандала — Мансур Иджаз, который утверждал, что его давний друг и бывший посол Пакистана в Соединённых Штатах Хусейн Хаккани попросил его передать конфиденциальную записку с просьбой о помощи США. Предполагается, что меморандум был составлен Хаккани по поручению президента Пакистана Асифа Али Зардари. Меморандум был доставлен Майку Маллену через тогдашнего советника президента США по национальной безопасности Джеймса Л. Джонса.
Верховный суд Пакистана начал более широкое расследование происхождения, правдоподобности и цели меморандума. 19 апреля 2012 года в Верховный суд было подано ходатайство об аресте бывшего посла Пакистана в США Хусейна Хаккани через Интерпол из-за его отказ вернуться в Пакистан. 12 июня Верховный суд обнародовал свои выводы и установил, что после дачи показаний всеми сторонами и проверки результатов судебной экспертизы разговоров Иджаза с Хаккани по BlackBerry было «неопровержимо установлено», что Хусейн Хаккани написал меморандум, что грозит ему обвинением в государственной измене